# Seseli besserianum
Seseli besserianum är en växtart i släktet säfferötter (Seseli) och familjen flockblommiga växter.
Arten är perenn och förekommer i östra Europa, från östra Bulgarien till västra Ukraina. Den beskrevs av Stojan Stojanov och Tatiana Ostroumova 2020.